# لعبة محاكاة التجارة
 لعبة محاكاة التجارة (بالإنجليزية: Business simulation game)‏ 

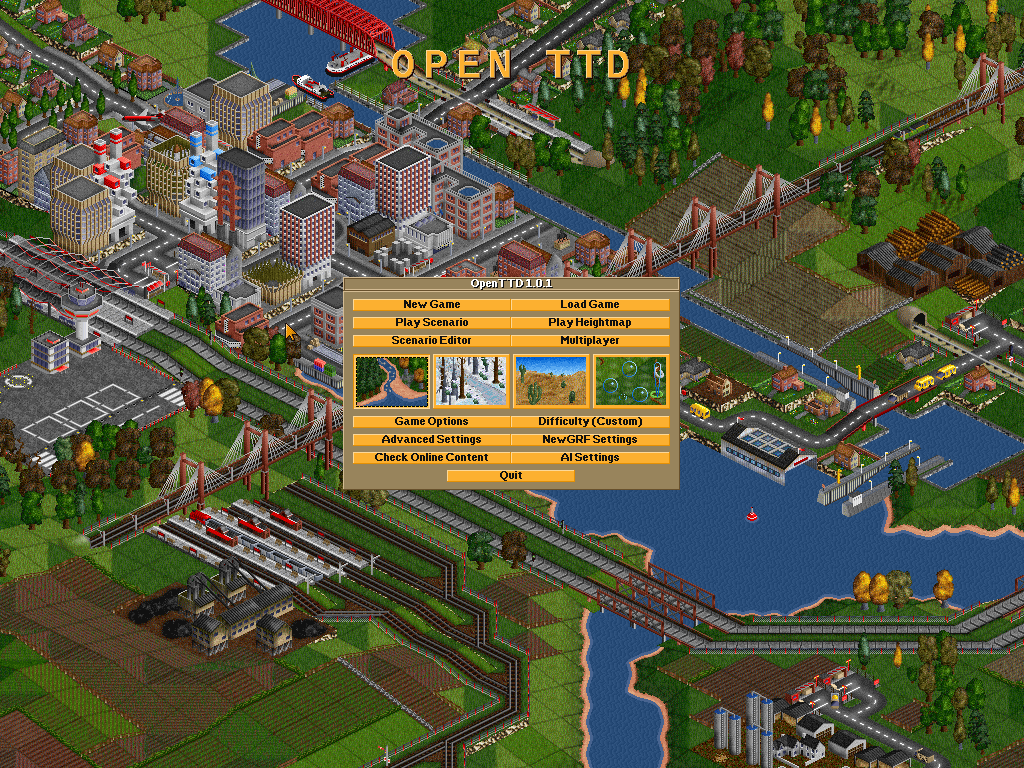

في ألعاب محاكاة التجارة يقوم اللاعب بالتحكم باقتصاد مشروع ما (بحسب اللعبة) ويقوم بإدارته. من بعض هذه المشاريع: المنتزهات الترفيهية، وشبكات القطارات، وشركات الخطوط الجوية. تعد ذا موفيز (بالإنجليزية: The Movies)‏ من ألعاب محاكاة التجارة.